# Panagiótis Glýkos
Panagiótis Glýkos (en grec : Παναγιώτης Γλύκος), né le 10 octobre 1986 à Vólos, est un footballeur international grec évoluant au poste de gardien de but.

## Palmarès
PAOK Salonique
- Coupe de Grèce : 2017
- Championnat de Grèce : Vice-champion : 2017